# Carl Heinrich Hoffmann
Pour les articles homonymes, voir Hoffmann.
Carl Heinrich Hoffmann (1818-1896) est un peintre allemand qui vécut et travailla à Dresde et à Munich. Il semble avoir commencé sa carrière de paysagiste et peintre de genre en 1866, c’est-à-dire assez tard puisqu’il avait alors déjà quarante-huit ans.